# Sengenthal
Sengenthal – miejscowość i gmina w Niemczech, w kraju związkowym Bawaria, w rejencji Górny Palatynat, w regionie Ratyzbona, w powiecie Neumarkt in der Oberpfalz, wchodzi w skład wspólnoty administracyjnej Neumarkt in der Oberpfalz. Leży w Jurze Frankońskiej, około 6 km na południe od Neumarkt in der Oberpfalz, nad Kanałem Ludwig-Dunaj-Men, przy drodze B299 i linii kolejowej Ratyzbona–Norymberga; Berching–Neumarkt in der Oberpfalz.

## Dzielnice
W skład gminy wchodzą następujące dzielnice: 
| - Birkenmühle - Braunmühle - Braunshof - Buchberg - Dietlhof - Forst - Gollermühle | - Greißelbach-Bahnhof - Kastenmühle - Ölkuchenmühle - Reichertshofen - Richthof - Schlierferhaide - Schlierfermühle | - Schmidmühle - Seitzermühle - Sengenthal - Stadlhof - Weichselstein - Winnberg - Sengenthal am Anger |

## Zabytki i atrakcje
- Kościół pw. św. Mikołaja (St. Nikolaus) w dzielnicy Reichertshofen
- góra Buchberg
- kamieniołom Winnberg
- Jezioro Bagger
- tereny rekreacyjne wokół Kanału Ludwig-Dunaj-Men